# کنت کرافورد
کنت کرافورد (انگلیسی: Kenneth Crawford; ۲۵ ژوئن ۱۸۹۵ – ۵ مارس ۱۹۶۱) فرد نظامی اهل بریتانیا بود. وی همچنین برندهٔ جوایزی همچون نشان حمام شده‌است.